# Johan Berisha
Johan Berisha (* 6. September 1979) ist ein Schweizer Fussballspieler mit albanischen Wurzeln.

## Laufbahn
Johan Berisha begann seine Karriere als Juniorenspieler beim BSC Young Boys. Als Profi spielte er auf der Position des Stürmers von 1997 bis 1999 bei Neuchâtel Xamax in der Nationalliga A, von 1999 bis 2001 beim FC Thun in der Nationalliga B, von 2001 bis 2005 beim BSC Young Boys und zwei Jahre beim FC Aarau in der Axpo Super League und erzielte in 164 Ligaspielen 46 Tore. Seit Juli 2009 spielte Berisha als Spielertrainer beim FC Wyler Bern in der 3. Liga, der sechsten Liga der Schweiz bis ins Jahr 2018. Dann übernahm er den Trainerposten bei den Berner Vereinen FC Prishtina Bern (2018–2020) und SC Bern (seit 2020).